# Sinonimia (biología)
En taxonomía, sinonimia se refiere a la existencia de más de un nombre científico para un mismo taxón. El uso y la terminología de los sinónimos son diferentes para la zoología y la botánica.

## Sinonimia en botánica
- Acanthocalycium aurantiacum Rausch - 1968
  - Echinopsis aurantiaca (Rausch) Friedrich & G.D.Rowley - 1974 
  - Lobivia thionantha var. aurantiaca (Rausch) Rausch - 1987, un pequeño y popular cactus.

- Buxus chinensis Link 1836
  - Simmondsia californica Nutt.
  - Simmondsia chinensis (Link) C.K.Schneid., la jojoba

## Sinonimia en zoología
Con frecuencia al mismo taxón a lo largo del tiempo se le asignó más de un nombre, lo que puede crear mucha confusión entre la comunidad científica. El principio de autoridad utilizado antes de la aparición del Código Internacional de Nomenclatura Zoológica contribuyó a la proliferación de nombres y su uso interesado por partidarios de un zoólogo u otro.
Tras la aparición del Código, todos los nombres científicos se rigen por el principio de prioridad y sinonimia según el cual, el nombre válido de un taxón es el sinónimo más antiguo. Todos los demás nombres de ese taxón se consideran sinónimos más modernos y no deben usarse.
- Hypercompe Hübner, 1819

- Ecpantheria Hübner, 1820

En este caso, un mismo autor describió el mismo género de lepidópteros árctidos dos veces con diferente nombre; tiene prioridad el nombre publicado primero (Hypercompe), y Ecpantheria es un sinónimo del anterior.
El siguiente ejemplo no es exactamente una sinonimia:
- Fregata minor (Gmelin, 1789)
Pelecanus minor Gmelin 1789

Gmelin describió una especie de ave y la asignó al género Pelecanus (Pelecanus minor); más tarde, otro autor consideró que minor pertenecía en realidad al género Fregata, y la subordinó a este: Fregata minor (Gmelin, 1789); el nombre del autor entre paréntesis quiere indicar precisamente que Gmelin describió en 1789 esta especie, pero la asignó a un género diferente; cabe destacar que Pelecanus no es sinónimo de Fregata; simplemente significa que entre las especies de Pelecanus actualmente no se incluye minor Gmelin, 1789. Pelecanus minor y Fregata minor son diferentes combinaciones del mismo nombre específico.